# 小川麻斗
小川 麻斗（おがわ あさと、2001年8月23日 - ）は、日本の男子プロバスケットボール選手である。ポジションはポイントガード。B.LEAGUEの京都ハンナリーズ所属。

## 来歴

### 幼少期からプロ契約まで
福岡県出身。ミニバスケットボールは福岡県の百道シューティングスターズに所属していた。中学校は福岡市立西福岡中学校 (福岡県) に進学。第29回都道府県対抗ジュニアバスケットボール大会2016では福岡県代表として準優勝に貢献し、同年の第46回全国中学校バスケットボール大会で西福岡中学校を3位に導く。両大会において自身は大会優秀選手に選出される。
福岡第一高校では、河村勇輝とともにウィンターカップ連覇、3年次はインターハイとの2冠を達成し、ウィンターカップでは大会ベスト5にあたる優秀選手に選出される。
高校卒業後は日本体育大学に進学。1年時にライジングゼファー福岡、2年時にサンロッカーズ渋谷にそれぞれ特別指定選手として登録。
2022年12月23日、日体大在学のままバスケットボール部は退部し、千葉ジェッツとプロ契約。12月24日の川崎ブレイブサンダース戦でプロデビュー。

### プロ選手として
プロ選手1年目の 2022-23 シーズンは、第98回天皇杯優勝、B1リーグ戦東地区1位、Bリーグチャンピオンシップ 準優勝に貢献。
2年目の 2023-24 シーズンは、第99回天皇杯優勝、東アジアスーパーリーグ (EASL) 優勝に貢献。 また、B1リーグ戦60試合全試合に出場し、千葉ジェッツの Bリーグチャンピオンシップ セミファイナル進出に貢献。
2025-26シーズンは京都ハンナリーズへ期限付き移籍。

## 人物
- 7歳上の兄の影響を受け、幼い頃からバスケットボールに触れてきた。小学校2年生の時にミニバスチームに加入し本格的にバスケットボールを始める。[2]
- 幼少期は泣き虫であり、所属していたミニバスクラブの監督が怖くよく泣いていた。[16]
- 子供の頃に好きだった選手は ベンドラメ礼生 選手 (サンロッカーズ渋谷 所属)。[16]
- 憧れの選手は 並里成 選手 (群馬クレインサンダーズ 所属)。[16]
- 尊敬する人は、福岡第一高校時代のバスケ部の監督である井手口孝先生。[17]
- 影響を受けた指導者は西福岡中学校時代のバスケ部の監督である鶴我隆博氏(現ライジングゼファー福岡 U15 ヘッドコーチ)。[1]
- 性格は負けず嫌い。周りからはコート内外での差が激しいと言われており、コート内では落ち着いたプレーをするものの、コート外に出るとアホさが出てしまう。 [16]
- 行く行くはドイツやカナダなど、海外でプレーすることも目標としている。[2]
- 将来は、バスケットボールコートを作り、日本国内で自由にバスケットボールができる環境を増やすことに貢献したい、という夢を持つ。カフェも好きであるため、カフェ併設のバスケットボールコートを作ることなども選択肢として考えている。 [16]
- 好きな音楽はK-POP。特にナヨン (TWICE)のソロ曲である「POP!」が好きで試合前によく聴きモチベーションを上げている。 [17]
- 「麻斗」という名前の由来は、母親が好きな布の「麻」と父親が好きな「北斗の拳」。 [16]
- 背番号が 3番である理由は、幼少期から好きな NBA 選手である クリス・ポール が着ける番号であるため。 [16]
- 好きな食べ物は オムライス。また、甘党 のため スウィーツ や フルーツ も好き。 [16]

## 日本代表歴
- U22日本代表候補[18]
- 2022年 3×3 U21日本代表[19]

## 個人成績
| シーズン  | 大会 | クラブ | ポジション | 試合数 | 試合数 | プレイ時間 | プレイ時間 | 得点 | フィールドゴール | フィールドゴール | フィールドゴール | 2Pt  | 2Pt  | 2Pt   | 3Pt  | 3Pt  | 3Pt   | フリースロー | フリースロー | フリースロー | リバウンド | リバウンド | リバウンド | アシスト | ターンオーバー | スティール | ブロック | ブロック | ファウル | ファウル | 貢献度 |
| SEASON    | TYPE | CLUB   | PO         | G      | GS     | MIN        | MINPG      | PTS  | FGM              | FGA              | FG%              | 2FGM | 2FGA | 2FG%  | 3FGM | 3FGA | 3FG%  | FTM          | FTA          | FT%          | OR         | DR         | TR         | AS       | TO             | ST         | BS       | BSR      | F        | FD       | EFF    |
| --------- | ---- | ------ | ---------- | ------ | ------ | ---------- | ---------- | ---- | ---------------- | ---------------- | ---------------- | ---- | ---- | ----- | ---- | ---- | ----- | ------------ | ------------ | ------------ | ---------- | ---------- | ---------- | -------- | -------------- | ---------- | -------- | -------- | -------- | -------- | ------ |
| 2020-2021 | B2   | 福岡   |            | 8      | 3      | 132:23     | 16:32      | 44   | 14               | 37               | 37.8%            | 5    | 16   | 31.3% | 9    | 21   | 42.9% | 7            | 8            | 87.5%        | 1          | 9          | 10         | 10       | 11             | 2          | 1        | 2        | 19       | 4        | 15     |
| 2021-2022 | B1   | 渋谷   |            | 3      | 0      | 26:06      | 8:42       | 10   | 2                | 7                | 28.6%            | 0    | 3    | 0.0%  | 2    | 4    | 50.0% | 4            | 6            | 66.7%        | 0          | 1          | 1          | 0        | 4              | 0          | 0        | 0        | 5        | 3        | -2     |
| 2022-2023 | B1   | 千葉   | PG         | 35     | 2      | 394:57     | 11:17      | 102  | 36               | 94               | 38.3%            | 15   | 39   | 38.5% | 21   | 55   | 38.2% | 9            | 16           | 56.3%        | 11         | 17         | 28         | 42       | 19             | 17         | 2        | 1        | 52       | 19       | 73     |
| 2022-2023 | CS   | 千葉   | PG         | 7      | 0      | 90:37      | 12:56      | 25   | 9                | 31               | 29.0%            | 4    | 13   | 30.8% | 5    | 18   | 27.8% | 2            | 2            | 100.0%       | 4          | 5          | 9          | 5        | 1              | 2          | 0        | 3        | 17       | 2        | 0      |
| 2023-2024 | B1   | 千葉   | PG         | 60     | 17     | 982:59     | 16:22      | 275  | 100              | 262              | 38.2%            | 50   | 111  | 45.0% | 50   | 151  | 33.1% | 25           | 35           | 71.4%        | 26         | 52         | 78         | 97       | 39             | 30         | 4        | 10       | 121      | 53       | 195    |
| 2023-2024 | CS   | 千葉   | PG         | 6      | 0      | 43:45      | 7:17       | 11   | 4                | 14               | 28.6%            | 2    | 5    | 40.0% | 2    | 9    | 22.2% | 1            | 2            | 50.0%        | 3          | 5          | 8          | 0        | 2              | 1          | 0        | 0        | 4        | 2        | -22    |

個人成績出典 : 小川 麻斗 | B.LEAGUE（Bリーグ）公式サイト